# جاستن روجرز (لاعب كرة قدم أمريكية)
جاستن روجرز (بالإنجليزية: Justin Rogers)‏ هو لاعب كرة قدم أمريكية أمريكي، ولد في 16 يناير 1988 في باتون روج في الولايات المتحدة.

## وصلات خارجية
- جوستين روجرز على موقع مرجع كرة القدم المحترفة.كوم (الإنجليزية)